# Lancer du disque masculin aux Jeux olympiques d'été de 2020
Pour des articles plus généraux, voir Athlétisme aux Jeux olympiques d'été de 2020 et Lancer du disque aux Jeux olympiques.
Navigation
Rio 2016 Paris 2024
L'épreuve du lancer du disque masculin aux Jeux olympiques de 2020 se déroule les 30 et 31 juillet 2021 au Stade olympique national de Tokyo, au Japon.

## Records
Avant cette compétition, les records dans cette discipline étaient les suivants : 
| Record du monde  | Jürgen Schult (GDR)     | 74,08 m | Neubrandenbourg | 6 juin 1986  |
| Record olympique | Virgilijus Alekna (LTU) | 69,89 m | Athènes         | 23 août 2004 |

## Résultats

### Finale
| Rang               | Athlète             | Pays       | Essais | Essais | Essais | Essais | Essais | Essais | Marque | Notes |
| Rang               | Athlète             | Pays       | 1      | 2      | 3      | 4      | 5      | 6      | Marque | Notes |
| ------------------ | ------------------- | ---------- | ------ | ------ | ------ | ------ | ------ | ------ | ------ | ----- |
| Médaille d'or      | Daniel Ståhl        | Suède      | 63,72  | 68,90  | 65,16  | 66,10  | 67,03  | 64,58  | 68,90  |       |
| Médaille d'argent  | Simon Pettersson    | Suède      | 61,39  | 66,58  | x      | 66,24  | 67,39  | 65,39  | 67,39  |       |
| Médaille de bronze | Lukas Weißhaidinger | Autriche   | 62,92  | 66,65  | 67,07  | 66,86  | x      | x      | 67,07  |       |
| 4                  | Matthew Denny       | Australie  | 65,76  | 65,56  | 65,94  | 65,00  | 66,06  | 67,02  | 67,02  | PB    |
| 5                  | Kristjan Čeh        | Slovénie   | x      | 62,95  | x      | 66,05  | 66,62  | 66,37  | 66,62  |       |
| 6                  | Andrius Gudžius     | Lituanie   | 64,05  | x      | 63,82  | 64,11  | 62,81  | x      | 64,11  |       |
| 7                  | Mauricio Ortega     | Colombie   | 61,06  | 63,51  | x      | 64,08  | 63,87  | x      | 64,08  |       |
| 8                  | Sam Mattis          | États-Unis | 61,18  | 63,88  | 63,14  | x      | 62,39  | x      | 63,88  | SB    |
| 9                  | Chad Wright         | Jamaïque   | 61,43  | 61,42  | 62,56  |        |        |        | 62,56  |       |
| 10                 | Daniel Jasinski     | Allemagne  | 61,75  | 62,44  | x      |        |        |        | 62,44  |       |
| 11                 | Clemens Prüfer      | Allemagne  | 61,75  | 60,73  | x      |        |        |        | 61,75  |       |
| 12                 | Ola Stunes Isene    | Norvège    | 60,95  | 61,18  | x      |        |        |        | 61,18  |       |

### Qualifications
- Qualification : 66 m (Q) ou les 12 meilleurs lanceurs (q)[1].

| Rang | Groupe | Athlète              | Pays            | #1    | #2    | #3    | Marque | Notes |
| ---- | ------ | -------------------- | --------------- | ----- | ----- | ----- | ------ | ----- |
| 1    | A      | Daniel Ståhl         | Suède           | 66,12 | –     | –     | 66,12  | Q     |
| 2    | A      | Andrius Gudžius      | Lituanie        | 65,94 | 65,07 | x     | 65,94  | q     |
| 3    | B      | Kristjan Čeh         | Slovénie        | 65,45 | x     | 63,34 | 65,45  | q     |
| 4    | A      | Matthew Denny        | Australie       | 61,58 | 65,13 | 64,98 | 65,13  | q     |
| 5    | A      | Lukas Weißhaidinger  | Autriche        | x     | x     | 64,77 | 64,77  | q     |
| 6    | A      | Mauricio Ortega      | Colombie        | 61,19 | 64,49 | x     | 64,49  | q     |
| 7    | B      | Simon Pettersson     | Suède           | 60,62 | 59,47 | 64,18 | 64,18  | q     |
| 8    | A      | Sam Mattis           | États-Unis      | 62,31 | 63,74 | 63,21 | 63,74  | q, SB |
| 9    | A      | Daniel Jasinski      | Allemagne       | x     | 61,35 | 63,29 | 63,29  | q     |
| 10   | B      | Ola Stunes Isene     | Norvège         | 61,59 | 61,84 | 63,26 | 63,26  | q     |
| 11   | A      | Clemens Prüfer       | Allemagne       | 62,52 | 61,45 | 63,18 | 63,18  | q     |
| 12   | B      | Chad Wright          | Jamaïque        | 62,93 | 60,80 | 61,37 | 62,93  | q, SB |
| 13   | B      | Fedrick Dacres       | Jamaïque        | 62,91 | 62,43 | x     | 62,91  |       |
| 14   | B      | Bartłomiej Stój      | Pologne         | 62,84 | 61,05 | x     | 62,84  |       |
| 15   | A      | Piotr Małachowski    | Pologne         | x     | 61,76 | 62,68 | 62,68  |       |
| 16   | A      | Alin Firfirică       | Roumanie        | 60,42 | 61,90 | x     | 61,90  |       |
| 17   | B      | Apostolos Parellis   | Chypre          | 61,73 | 62,11 | x     | 62,11  | SB    |
| 18   | B      | Alex Rose            | Samoa           | 61,28 | 61,72 | 61,30 | 61,72  |       |
| 19   | B      | Reginald Jagers III  | États-Unis      | 59,33 | x     | 61,47 | 61,47  |       |
| 20   | B      | Mykyta Nesterenko    | Ukraine         | 59,71 | 60,61 | 60,95 | 60,95  |       |
| 21   | A      | Lolassonn Djouhan    | France          | 60,74 | x     | 60,57 | 60,74  |       |
| 22   | B      | David Wrobel         | Allemagne       | 60,38 | x     | x     | 60,38  |       |
| 23   | B      | Mason Finley         | États-Unis      | x     | x     | 60,34 | 60,34  |       |
| 24   | A      | Danijel Furtula      | Monténégro      | 59,65 | x     | 59,93 | 59,93  |       |
| 25   | A      | Traves Smikle        | Jamaïque        | 59,04 | x     | x     | 59,04  |       |
| 26   | A      | Ehsan Haddadi        | Iran            | 58,48 | 58,98 | x     | 58,98  | SB    |
| 27   | B      | Yauheni Bahutski     | Biélorussie     | 58,65 | x     | x     | 58,65  |       |
| 28   | A      | Juan Caicedo         | Équateur        | x     | 57,75 | x     | 57,75  |       |
| 29   | B      | Giovanni Faloci      | Italie          | x     | x     | 57,33 | 57,33  |       |
| 30   | B      | Lois Maikel Martínez | Espagne         | x     | 54,69 | x     | 54,69  |       |
|      | A      | Lawrence Okoye       | Grande-Bretagne | x     | x     | x     | NM     |       |
|      | B      | Guðni Valur Guðnason | Islande         | x     | x     | x     | NM     |       |

## Légende
Records et Performances
- AR : Record continental (area record)
- CR : Record des championnats (championship record)
- MR : Record du meeting (meet record)
- NR : Record national (national record)
- OR : Record olympique (olympic record)
- PR : Record paralympique (paralympic record)
- PB : Record personnel (personal best)
- SB : Meilleure performance personnelle de la saison (season's best)
- WL : Meilleure performance mondiale de l'année (world leader)
- WJR : Record du monde junior (world junior record)
- WR : Record du monde (world record)

Circonstances et Conditions
- DNF : N'a pas terminé (did not finish)
- DNS : N'a pas pris le départ (did not start)
- DQ : Disqualification (disqualification)
- NM : Aucun essai valable enregistré (No Mark)
- Q : Qualifié « directement » au prochain tour (ou à la prochaine compétition), lors d'une compétition majeure, grâce au classement ou à la réalisation des minima (automatic qualifier)
- q : Qualifié au prochain tour (ou à la prochaine compétition), lors d'une compétition majeure, grâce au repêchage ou à la réalisation de l'une des meilleures performances parmi celles des « non qualifiés directement » (grâce au meilleur temps ou à la meilleure distance par exemple) (secondary qualifier)